# Schodnica (hromada)
Schodnica – hromada wiejska w rejonie drohobyckim obwodu lwowskiego Ukrainy. Siedzibą hromady jest Schodnica.
Hromadę utworzono w ramach reformy decentralizacji  w 2020 roku.

## Miejscowości hromady
W skład hromady wchodzą 2 osiedle typu miejskiego i 20 wsie.

- Schodnica – osiedle typu miejskiego, siedziba hromady
- Podbuż – osiedle typu miejskiego
- Bystrycia-Hirśka
- Dołhe
- Hołowsko
- Huta
- Korytyszcze
- Kręciata
- Kropiwnik Nowy
- Kropiwnik Stary
- Łastówki
- Majdan
- Opaka
- Pereprostyna
- Podsuche
- Rybnik
- Smolna
- Stronna
- Świdnik
- Załokieć
- Zdzianna
- Zubrzyca